# Филиппетти, Орели
Орели́ Филиппетти́ (фр. Aurélie Filippetti; род. 17 июня 1973 года) — французская писательница, политический и государственный деятель левого толка, министр культуры и коммуникаций (2012—2014 годы).

## Биография
Дочь Анжело Филиппети — шахтёра и бывшего коммунистического мэра города Оден-ле-Тиш, умершего в 1992 году. Её дед был шахтером и участником Сопротивления, которого на шахте вместе с двумя его братьями схватило гестапо.
Окончила лицей имени Жоржа де Латура в Меце и Высшую нормальную школу Фонтене-Сен-Клод, где изучала классическую литературу. Преподавала филологию.
Является автором нескольких книг, начиная с её первого романа «Les derniers jours de la classe ouvrière» («Последние дни рабочего класса», 2003 год), в котором, в частности, изложила историю своего деда. Затем последовали «Un homme dans la poche» («Человек в кармане», 2007 год), «Школа еще воспитывает граждан?» (L'école forme-t-elle encore des citoyens?, 2008 год; в соавторстве с бывшим министром образования Франции Ксавье Даркосом) и «J’ai 20 ans qu’est-ce qui m’attend?» («Мне 20 лет, что меня ждёт?», 2012 год), а также сценариев для театральных постановок.

## Политическая деятельность
В 1999 году примкнула к «зелёным».

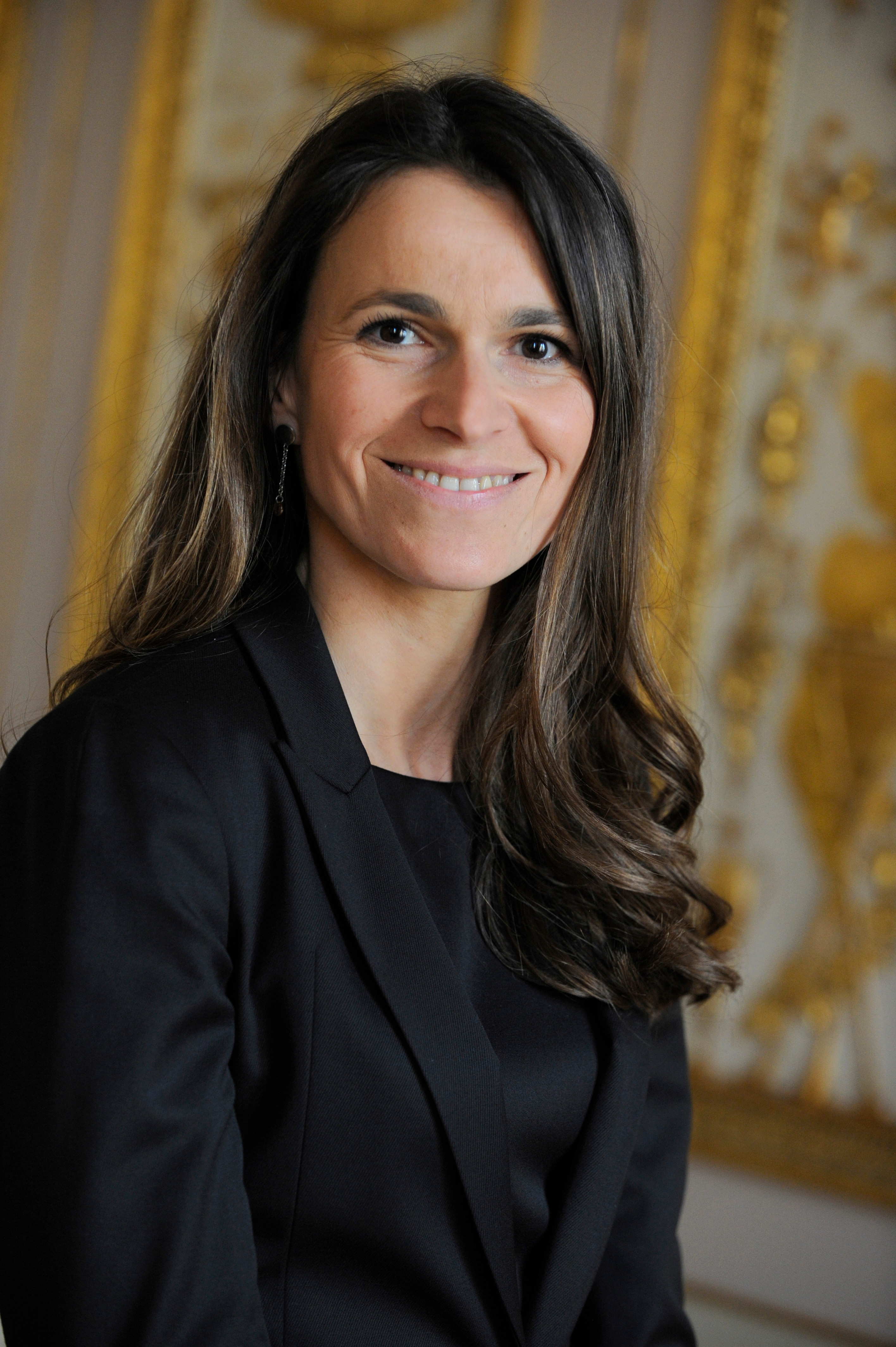
Орели Филиппетти в должности министра культуры, 2012 год

В 2001 году избрана депутатом совета 5-го округа Парижа.
В 2006 году вступила в Социалистическую партию и в 2007 году участвовала в президентской кампании Сеголен Руаяль.
17 июня 2007 года избрана депутатом Национального собрания Франции в 8-м округе департамента Мозель, 20 июня 2012 года вновь избрана, но от 1-го округа.
27 марта 2011 года избрана в генеральный совет департамента Мозель, заняла депутатское кресло 22 июля 2012 года и сохраняла его за собой до 28 ноября 2014 года.
В ходе президентской кампании 2012 года поддержала кандидатуру Франсуа Олланда, 16 мая 2012 года назначена министром культуры и коммуникаций в первом правительстве Жана-Марка Эро, вследствие чего временно отказалась от депутатского мандата.
18 июня 2012 года получила прежний портфель во втором правительстве Эро.
31 марта 2014 года сохранила должность в первом правительстве Мануэля Вальса.
С 4 апреля 2014 года является депутатом муниципального совета города Мец.
25 августа 2014 года министр экономики Арно Монтебур объявил о выходе из кабинета в знак несогласия с проводимой финансовой политикой жёсткой экономии, вследствие чего было сформировано второе правительство Вальса, где кресло Монтебура занял Эмманюэль Макрон. Филиппетти опубликовала в газете Le Monde открытое письмо к президенту Олланду и премьер-министру Вальсу, в котором отказалась от нового правительственного назначения, «желая сохранить верность своим идеям».
27 сентября 2014 года вернулась в Национальное собрание, где её временно замещал Жерар Терье.
В 2016 году поддерживала Арно Монтебура, боровшегося за выдвижение его кандидатуры от социалистов на президентских выборах 2017 года, а после президентских выборов 2016 года в США осудила американских левых, не сумевших в ходе праймериз Демократической партии обеспечить победу Берни Сандерса. В 2017 году вошла в команду Бенуа Амона, ставшего официальным кандидатом Социалистической партии.

## Личная жизнь

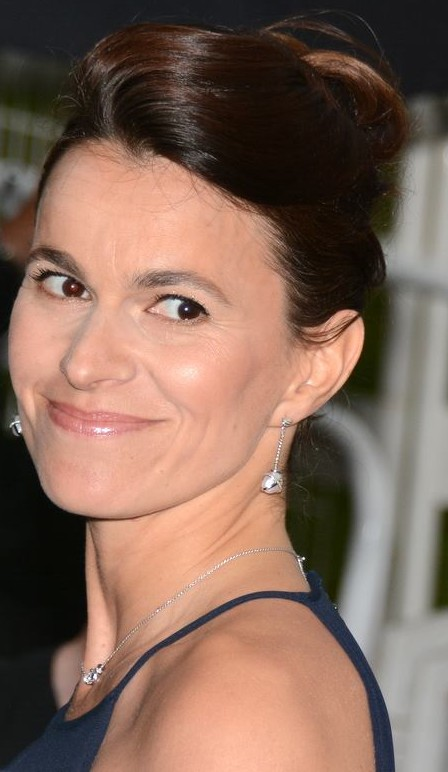
Орели Филиппетти на Каннском кинофестивале, 2013 год

Летом 2014 года Орели Филиппетти вышла замуж за своего коллегу Арно Монтебура (в правительстве Вальса тот занимал должность министра экономики). В сентябре 2015 года у них родилась дочь Жанна, но 3 марта 2017 года стало известно о распаде этого брака.

## Труды
- 2003: Les Derniers Jours de la classe ouvrière, Stock, rééd. en Livre de Poche ISBN 2-253-10859-6
- 2004: Fragments d’Humanité, ouvrage collectif édité à l’occasion des 100 ans du quotidien, Éditions Lansman, ISBN 978-2-8728-2461-8
- 2006: Un homme dans la poche, Stock ISBN 978-2-7578-0122-2
- 2008: L'école forme-t-elle encore des citoyens ?, avec Xavier Darcos, Forum Libération de Grenoble sur CD audio, Frémeaux & Associés
- 2010: Si nous sommes vivants : le socialisme et l'écologie, avec Pierre-Alain Muet.
- 2012: J’ai vingt ans, qu’est-ce qui m’attend ?, avec François Bégaudeau, Arnaud Cathrine, Maylis de Kerangal et Joy Sorman.

Коллективный труд:
- Qu’est-ce que la gauche ?, Fayard, 2017.